# Pou de gel d'Oliana
El Pou de gel d'Oliana és un pou de glaç fet de pedra que s'emprava per emmagatzemar gel, situat prop del riu de la Flor, als afores de la vila d'Oliana. Fou utilitzat al llarg dels segles per a conservar el glaç i la neu durant l'hivern. A l'estiu aquesta reserva era emprada per elaborar gelats, conservar el peix, entre altres aliments, o productes per a fins terapèutics.
Per mantenir l'aïllament tèrmic del pou aquests es construïen soterrats en planta circular i coberts amb volta de mitja esfera. S'hi pot veure una exposició permanent sobre pous de gel i de neu de Catalunya, País Valencià i d'altres indrets de l'àrea mediterrània, com fotografies i gràfics explicatius sobre el funcionament d'aquestes construccions.
A més, el gel extret del pou també es comercialitzava. D'aquesta manera el negoci del gel va portar a l'establiment d'importants xarxes comercials. Es duia a Mallorca o Menorca i Eivissa; del Montseny a Cotlliure, i fins i tot a Itàlia. També s'embarcava a Mataró amb destí cap a Cadis, i de Boston a les Illes Britàniques o a Calcuta.